# بيل هاسلام
ويليام إدوارد هاسلام (ولد في 28 أغسطس عام 1958) هو رجل أعمال ملياردير أمريكي وسياسي، شغل منصب حاكم تينيسي التاسع والأربعون من 2011 حتى 2019. هو عضو في الحزب الجمهوري وكان سابقًا عمدة نوكسفيل، تينيسي.
ولد في نوكسفيل وتخرج من جامعة إيموري في أتلانتا، جورجيا، بدأ مسيرته في مجال الأعمال التجارية مع والده، جيم هاسلام، الذي كان المؤسس لشركة بايلوت. ترقى هاسلام ليصبح رئيس شركة بايلوت في تسعينيات القرن العشرين، وذلك بعد أن أصبح أخاه جيمي هاسلام المدير التنفيذي للشركة. بعد ذلك غادر هاسلام شركة بايلوت وفي فترة من 1999 إلى 2001 كان الرئيس التنفيذي لإدارة التجارة الإلكترونية والجدولة في قسم سلسلة متاجر ساكس فيفث أفينيو. ثم أصبح مستشارًا في ساكس، وعضو في مجلس إدارة شركة متاجر هارولد. وهو شريك في ملكية فريق تينيسي سموكيس في دوري البيسبول الصغير.
انتُخب عمدة مدينة نوكسفيل بولاية تينيسي في انتخابات بلدية نوكسفيل لعام 2003 بنسبة 52 بالمئة من الأصوات. وأُعيد انتخابه في انتخابات بلدية نوكسفيل لعام 2007، وفاز بنحو 87 بالمئة من الأصوات، وخدم حتى عام 2011. وبعد انتهاء ولاية الحاكم الحالي فيل بريديسين، أعلن هاسلام ترشيحه لمنصبه في يناير عام 2009. وانتصر على الممثل الأمريكي زاك وامب والملازم الحاكم رون رامزي في انتخابات الجمهوريين التمهيدية بنسبة 47 بالمئة من الأصوات واستمر في هزيمة رجل الأعمال الديمقراطي مايك مكويرتر بنسبة 65 بالمئة من الأصوات في الانتخابات العامة لعام 2010.
قدر مقال لمجلة فوربس عام 2015 صافي ثروة هاسلام بملياري دولار، ما جعله أغنى مسؤول منتخب في البلاد في ذلك الوقت. وكان ثاني أغنى حاكم ولاية في أمريكا، إلى أن تولى الديمقراطي جي بي بريتزكر من ولاية إلينوي منصبه في يناير 2019.
في خريف عام 2019، أصبح هاسلام أستاذًا زائرًا للعلوم السياسية في جامعة فاندربيلت.

## النشأة، وتعليمه، وعمله المهني
ولد هاسلام عام 1958 في نوكسفيل، تينيسي، وكان الطفل الثالث لوالده جيم هاسلام، مؤسس شركة بايلوت، وهي الشركة الأم لمتجر الوجبات السريعة وسلسلة مركز السفر، بايلوت فلاينغ جي، وزوجته سينتيا (إلين). كان جيم هاسلام جامع تبرعات الحزب الجمهوري، وكان متبرع ووكيل جامعة تينيسي لعدة عقود.
تلقى هاسلام تعليمه في مدرسة ويب في نوكسفيل، حيث أصبح نشطًا في مجموعة يونغ لايف المسيحية. ارتداد بعدها جامعة إيموري وتخرج منها ليحصل بذلك على درجة البكالوريوس في التاريخ عام 1980. هو عضو في فرع بيتا تشي من أخوية سيغما تشي الدولية.
عندما كان مراهقًا، بدأ هاسلام العمل بدوام جزئي في شركة والده. وضع خططًا لتدريس التاريخ وأصبح في النهاية وزيرًا. بعد تخرجه من الجامعة، عاد إلى نوكسفيل ليعمل في شركة بايلوت على أمل معرفة المزيد عن عالم الأعمال قبل الدخول إلى المدرسة الدينية، وفي النهاية قرر البقاء في الشركة. ترقى إلى منصب رئيس الشركة (مع شقيقه، جيمي، كرئيس تنفيذي، ووالده كرئيس مجلس إدارة) في عام 1995.
في عام 1999، انضم هاسلام إلى ساكس فيفث أفنيو بصفته المسؤول التنفيذي الرئيسي لقسم التجارة الإلكترونية والفهرسة. ترك ساكس في عام 2001، وانضم إلى مجلس إدارة سلسلة متاجر الملابس، مقرها في دالاس، شركة هارولد ستورز، في وقت لاحق من ذلك العام.
هاسلام هو أحد مالكي تينيسي سموكيز، فريق في دوري البيسبول الصغير شرق تينيسي. أخاه جيمي هاسلام المدير التنفيذي لشركة بايلوت فلاينغ جي، وأصبح مالك الحصة الأكبر في كلفلاند براونز عام 2012.